# Orbest Orizonia Airlines
Orbest Orizonia Airlines er et flyselskab fra Spanien. Selskabet har hovedkontor i Palma de Mallorca på øen Mallorca og hub på Palma de Mallorca Lufthavn.
Selskabet fløj i februar 2012 charterflyvninger til destinationer i Europa og Caribien, ligesom Orbest fløj ruteflyvninger indenrigs i Spanien og havde ruter til Punta Cana og Cancún. Flyflåden bestod af 8 fly med en gennemsnitalder på 3.7 år. Heraf var der seks af typen A320-200 og to eksemplarer af Airbus A330-300 der med plads til 388 passagerer var de største fly i flåden.

## Historie
Selskabet blev grundlagt af Grupo Iberostar i 1998 under navnet Iberworld og begyndte 11. april samme år med at flyve med et lejet Lockheed L-1011 TriStar fly. Flyet betjente i starten ruter fra Palma de Mallorca og Malaga Lufthavne til London. 12. april 1998, dagen efter at selskabet startede flyvningerne, blev et Airbus A320-200 fly tilføjet flyflåden.
I februar 1999 fik Iberworld deres første langdistance-fly, da et Airbus A310–300 fly fra hollandske Transavia blev leveret. Senere samme år fik Iberworld det femte Airbus A320-fly. Året 1999 var selskabets hele år i drift, og det samlede passagertal kom over én million. Det var især det spanske flyselskab Viva Airs konkurs i marts 1999 der gav Iberworld mulighed for at ekspandere, hvor der blandt andet blev åbnet ruter til lufthavne i Caribien.
Grupo Iberostar besluttede i 2006 at sælge flyselskabet og andre dele af virksomhedens aktiviteter for samlet 800 millioner euro. De nye ejere af Iberworld blev Orizonia Group, der igen var ejet af britiske Carlyle Group (55%), de spanske Vista Capital (36%) og ICG Equity Fund (5%), samt ti af Iberworlds ledere (4%). Senere samme år passerede Iberworld for første gang to millioner passagerer på ét år.
Den 1. maj 2011 blev selskabet rebrandet og skiftede navn til det nuværende, Orbest Orizonia Airlines.